# Аутопут Арбер
Аутопут Арбер је аутопут који се гради између Албаније и Северне Македоније. У плану је да се заврши до 2021. године.